# 下

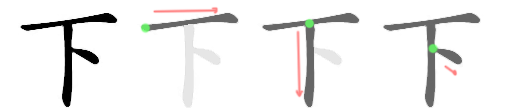
правопис символу

【下】 — китайський ієрогліф. Один з 996 ієрогліфів, обов'язкових для вивчення в японській початковій школі.Дуже часто використовується на письмі в японській мові.

## Значення
1. низ: 
1) низина.
2) низ, кінець.
3) тінь.
4) дно; спідня сторона.
5) нижня частина (тіла).
6) низький (про походження, статус).
7) низи (народ, плебс).
8) прислуга.
9) молодший.
10) поганий (про якість).
11) після, потім.
2. під:
1) основа.
2) бути під (чимось), на базі (чогось).
3) поряд, поруч, при.
4) потім, майбутнє.
3. спускати(ся), давати:
1) переходити на нижнє (місце).
2) опускати(ся).
3) спускати(ся).
4) ставати гіршим.
5) виїжджати зі столиці.
6) здавати(ся), капітулювати.
7) відступати.
8) падати, лити (про опади).
9) прибіднювати(ся).
10) ставати гіршим, робити гіршим.
11) проходити (про час).
12) висіти, звисати.
4. сходити (транспорту).

Ключ: 1 (一 + 2);  Кількість рисок: 3.
Введення ієрогліфа методом цанзє: 一卜 (MY); Введення ієрогліфа чотирикутним методом: 10230. .

## Прочитання
| Китайська         |                   |                   |                   |                 |                 |
| Мандаринська мова | Мандаринська мова | Мандаринська мова | Мандаринська мова | Кантонська мова | Кантонська мова |
| чжуїнь            | піньїнь           | Вейд-Джайлз       | кирилиця          | ютпхін          | Єль             |
| ㄒㄧㄚˋ           | xià (xià)         | hsia4             | ся                | haa5 haa6       | ha5 ha6         |

| Корейська |         |               |              |      |          |
|           | хангиль | стара латинка | нова латинка | Єль  | кирилиця |
| Звук:     | 하      | ha            | ha           | ha   | ха       |
| Назва:    | 아래    | arae          | alae         | alay | арйя     |

| Японська |                                                                   |                                                                   |                                                                 |
|          | кана                                                              | латинка                                                           | кирилиця                                                        |
| Он:      | か げ                                                             | ka ge                                                             | ка ґе                                                           |
| Кун:     | した しも もと さがる さげる くだる くだす くださる おりる おろす | shita shimo moto sagaru sageru kudaru kudasu kudasaru oriru orosu | сіта сімо мото саґару саґеру кудару кудасу кудасару оріру оросу |
| Ім'я:    | し じ もと                                                        | shi ji moto                                                       | сі дзі мото                                                     |